# Vacri
Vacri ist eine italienische Gemeinde (comune) mit 1494 Einwohnern (Stand 31. Dezember 2023) in der Provinz Chieti in den Abruzzen. Die Gemeinde liegt etwa 7,5 Kilometer südöstlich von Chieti und gehört zur Unione delle Colline Teatine.

## Weinbau
In der Gemeinde werden Reben der Sorte Montepulciano für den DOC-Wein Montepulciano d’Abruzzo angebaut.

## Verkehr
Durch die Gemeinde führt die frühere Strada Statale 263 di Val di Foro e di Bocca di Valle (heute die Provinzstraße 214) von Francavilla al Mare nach Lama dei Peligni.